# Linn (Kansas)
Linn és una ciutat dels Estats Units a l'estat de Kansas. Segons el cens del 2000 tenia 425 habitants.

## Demografia
Segons el cens del 2000, Linn tenia 425 habitants, 164 habitatges, i 102 famílies. La densitat de població era de 497,3 habitants/km².
Dels 164 habitatges en un 22,6% hi vivien nens de menys de 18 anys, en un 57,9% hi vivien parelles casades, en un 4,3% dones solteres, i en un 37,2% no eren unitats familiars. En el 35,4% dels habitatges hi vivien persones soles el 22% de les quals corresponia a persones de 65 anys o més que vivien soles. El nombre mitjà de persones vivint en cada habitatge era de 2,09 i el nombre mitjà de persones que vivien en cada família era de 2,71.
Per edats la població es repartia de la següent manera: un 17,9% tenia menys de 18 anys, un 2,6% entre 18 i 24, un 20,2% entre 25 i 44, un 16% de 45 a 60 i un 43,3% 65 anys o més.
L'edat mediana era de 59 anys. Per cada 100 dones de 18 o més anys hi havia 71,1 homes.
La renda mediana per habitatge era de 27.619 $ i la renda mediana per família de 35.909 $. Els homes tenien una renda mediana de 24.167 $ mentre que les dones 18.125 $. La renda per capita de la població era de 17.624 $. Entorn del 4,5% de les famílies i el 7,8% de la població estaven per davall del llindar de pobresa.

## Poblacions més properes
El següent diagrama mostra les poblacions més properes.